# Johanna Wokalek
Johanna Wokalek (Friburgo in Brisgovia, 3 marzo 1975) è un'attrice tedesca.

## Biografia
Nata da madre tedesca e padre sassone-rumeno originario di Mediaș, dopo aver frequentato il liceo si è iscritta al Max-Reinhard-Seminar di Vienna. Ha iniziato a lavorare nel cinema quando era ancora studentessa interpretando tra gli altri Aimee & Jaguar (1998) e la serie televisiva di Jo Baier Der Laden (1998). Una volta diplomata, è entrata nella compagnia Bonn Schauspiel, dove è rimasta per tre anni. Nel 1999 vince il primo premio della carriera, l'Alfred Kerr, per l'interpretazione di Rose Bernd, diretto da Valentin Jeker.
Successivamente ha lavorato al Vienna Burgtheater dove ha interpretato il ruolo della protagonista di Das Käthchen von Heilbronn e di Emilia Galotti. Nel 2003 ha vinto il secondo premio della sua carriera, il Bavarian Film, per l'interpretazione di Lene nel film diretto da Hans Steinbichler Hierankl, per il quale ha vinto anche i premi Förderpreis Deutscher e un Adolf Grimme d'oro. Nel 2003 il regista Rainer Kaufmann l'ha scelta per il ruolo della protagonista della miniserie in tre episodi della ZDF Die Kirschenkönigin.
Il successo arriva però nel 2005 con il film diretto da Til Schweiger, Barfuss, seguito da numerosi ruoli televisivi e cinematografici, tra cui il dramma ambientato nel mondo dell'alpinismo North Face - Una storia vera, diretto da Philip Stölzl. Nel 2008 l'attrice ha vinto il premio Bambi come "Migliore Attrice Tedesca" (premio della giuria) per l'interpretazione di Gudrun Ensslin nel film di Uli Edel La banda Baader Meinhof, seguito dal premio Diva per la migliore interpretazione dell'anno nella categoria "Attrice dell'anno". Nel 2009 le viene proposto il ruolo della protagonista nel film La Papessa di Sönke Wortmann, dove recita al fianco di David Wenham.

## Filmografia
- Alma diretto da Paulus Manker (1996)
- Der Laden (1998)
- Aimée & Jaguar diretto da Max Farberbock (1999)
- Das letzte Versteck (2002)
- Hierankl (2002)
- Die Kirschenkönigin (2002)
- Barfuss, diretto da Til Schweiger (2005)
- Bella Block – Blackout (2007)
- Weiße Lilien (2007)
- North Face - Una storia vera, diretto da Philip Stölzl (2008)
- La banda Baader Meinhof, diretto da Uli Edel (2008)
- Tatort (2008)
- La papessa (Die Päpstin), diretto da Sönke Wortmann (2009)
- Die kommenden Tage (2010)
- Anleitung zum Unglücklichsein (2012)
- Depeche Mode (2014)
- Io & Sissi (Sisi & Ich), regia di Frauke Finsterwalder (2023)